# Cyprinus quidatensis
Cyprinus quidatensis är en fiskart som beskrevs av Nguyen, Le, Le och Nguyen, 1999. Cyprinus quidatensis ingår i släktet Cyprinus och familjen karpfiskar. IUCN kategoriserar arten globalt som otillräckligt studerad. Inga underarter finns listade i Catalogue of Life.